# Араванові
Араванові (Osteoglossidae) — родина араваноподібних риб. Родина включає кілька існуючих видів з Південної Америки, один з Азії та два з Австралії. Інколи до родини включають роди Arapaima та Heterotis (з родини Arapaimidae).

## Опис
Довжина араванових становить до одного метра. Вони мають видовжене, сплющене з боків тіло. Рот великий і косий догори. На нижній щелепі є два вусики. Уздовж органу бічної лінії вони мають від 21 до 55 лусочок, кількість хребців від 60 до 100. Черевні плавці підтримуються п'ятьма-шістьма м'якими променями і значно відстають від грудних плавців. Верхня щелепа зубаста. Кількість бранхіостегальних променів від 10 до 17.